# Riedern
Riedern (toponimo tedesco) è una frazione di 734 abitanti del comune svizzero di Glarona, nel Canton Glarona.

## Geografia fisica
Riedern ha una superficie di 1,51 km². Di questa superficie, il 23,8% è utilizzato per scopi agricoli, mentre il 53,6% è coperto da foreste. Del resto, il 13,2% è abitato (edifici o strade) e il restante (9,3%) è improduttivo (fiumi, ghiacciai o montagne).
Riedern si trova all'ingresso della Klöntal e a nord-ovest di Glarona.

## Storia

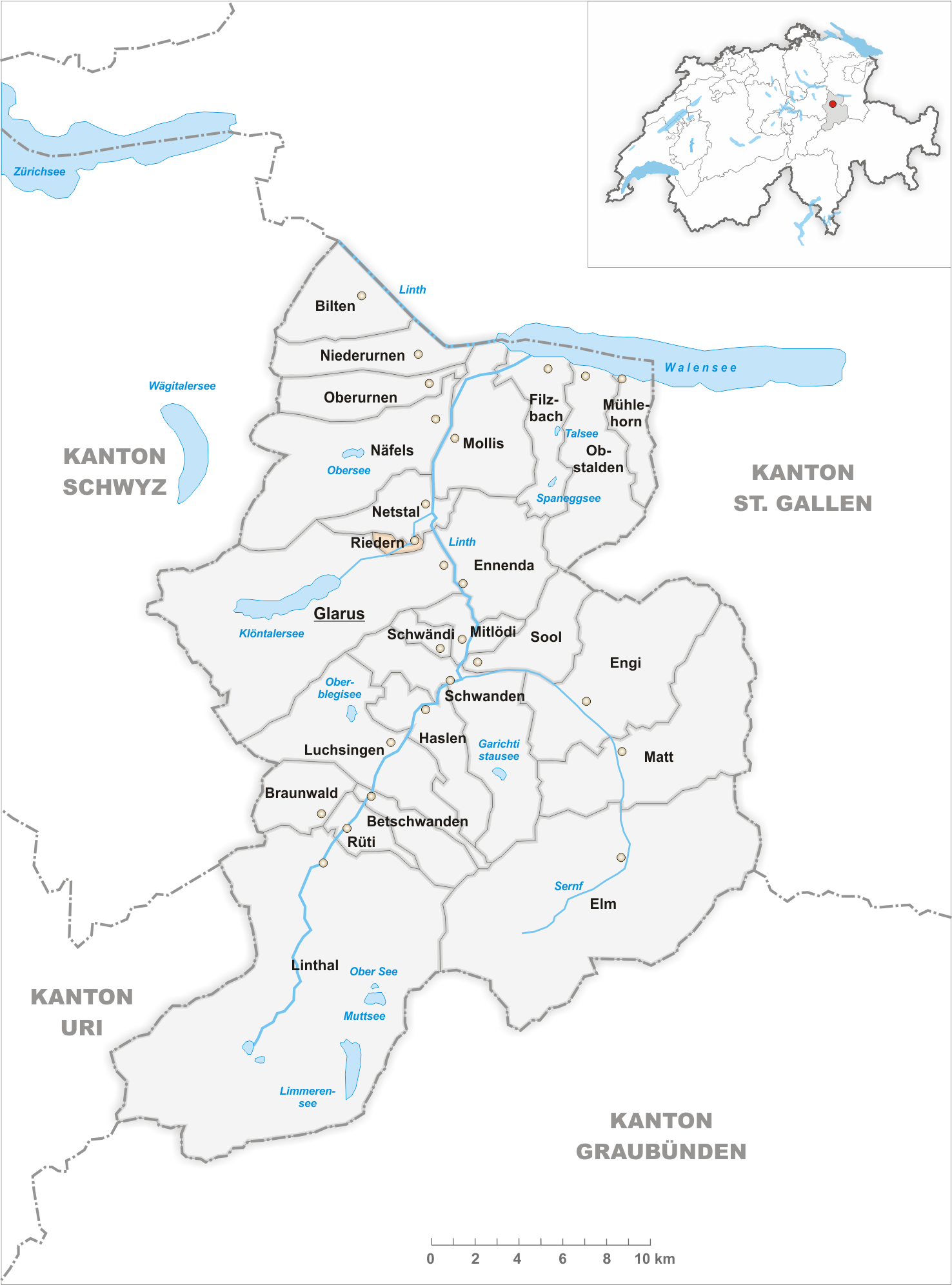
Il territorio del comune di Riedern prima degli accorpamenti comunali del 2011

Già comune autonomo che si estendeva per 1,51 km² e che comprendeva anche le frazioni di Au, Bruch e Durschen, il 1º gennaio 2011 è stato accorpato al comune di Glarona assieme agli altri comuni soppressi di Ennenda e Netstal.

## Società

### Evoluzione demografica
L'evoluzione demografica è riportata nella seguente tabella:
Abitanti censiti

## Amministrazione
Ogni famiglia originaria del luogo fa parte del comune patriziale che ha la responsabilità della manutenzione di ogni bene comune.